# Червень 2014
Че́рвень 2014 — шостий місяць 2014 року, що розпочався в неділю 1 червня та закінчився в понеділок 30 червня.

## Події
- Помер колишній Голова Верховної Ради України, Герой України Іван Плющ (26 червня)
- У спільній заяві лідери G7 засудили Росію за порушення суверенітету України (5 червня)
- У Києві оприлюднені результати виборів Київради (4 червня)[1]
- У ході АТО українські силовики звільнили місто Лиман (3 червня)

- ЦВК оголосила Петра Порошенка Президентом України, за нього проголосували 54,7% виборців (2 червня)[2]
- Король Іспанії Хуан Карлос заявив про зречення від престолу на користь свого сина, принца Феліпе (2 червня)